# Arzach
Arzach (la grafia del nome del personaggio cambia volutamente ad ogni episodio: Arzach, Arzak, ecc.) è un personaggio immaginario protagonista di una omonima serie a fumetti muta del francese Moebius. Le storie hanno avuto un grande impatto sul fumetto franco-belga, e il personaggio è uno dei più amati tra quelli di Moebius.

## Storia editoriale
Il personaggio esordì nel 1975 sulla rivista francese Métal Hurlant.
L'autore nel 2009 ne elaborò un ritorno pubblicando la prima parte di una trilogia, Arzak l'Arpenteur pubblicato da Stardom, ristampato in versione definitiva come "L'Arpenteur" dalla Glénat. La morte di Moebius Giraud lasciò il progetto incompiuto.

## Personaggio
Arzach è un guerriero solitario e taciturno, che si sposta nel suo mondo a cavallo di una creatura simile ad uno pterodattilo.

## Altri media
- Nel 2002 Moebius scrive e dirige la miniserie animata composta da 14 episodi tratta dal fumetto, Arzak Rhapsody.[1]
- Il personaggio di Arzach viene utilizzato nella sigla del programma televisivo della rai Mixer[2].